# エフエム雪国
株式会社エフエム雪国（エフエムゆきぐに）は、新潟県南魚沼市と南魚沼郡湯沢町の各一部地域を放送対象地域として超短波放送（FM放送）を営む特定地上基幹放送事業者である。
FMゆきぐにの愛称でコミュニティ放送を行っている。

## 概要
1998年（平成10年）開局。1990年代後半頃から南魚沼郡六日町、塩沢町、大和町（いずれも現・南魚沼市）、湯沢町の四町、特に湯沢町と塩沢町ではスキー産業が地域経済を支えていたが、平成不況とともにスキー客も減少し、危機感を覚えていた。そこで地域おこしのツールとしてコミュニティ放送の開局を計画し、四町による「雪国青年会議所」の現役・OBメンバーが中心となって、1997年（平成9年）に免許人とすべく株式会社を設立、翌1998年（平成10年）に当時としては珍しい四町を放送対象地域として開局した。
- コミュニティ放送は、原則として一市町村の一部地域を対象として免許されるものであるが、隣接する区域がコミュニティとしての一体性が認められる場合には、その区域を併せることができる[3]。

キャッチフレーズは「ほっと一息 FMブレイク」。
本社・演奏所（スタジオ）は、南魚沼市六日町の六日町駅駅前通リにある。送信所は、十日町市大字八箇字壬（桝形山）にあり、放送局（現・特定地上基幹放送局）の呼出符号はJOZZ4AF-FM、呼出名称はエフエムゆきぐに、周波数76.2MHz、当初の空中線電力は10Wで後に20Wに増力、放送区域は六日町、塩沢町、大和町（いずれも現・南魚沼市）、湯沢町の各一部地域。
中継局
| 局名                    | 空中線電力 | 設置場所                        | 放送区域       |
| ----------------------- | ---------- | ------------------------------- | -------------- |
| 湯沢                    | 5W         | 湯沢町土樽 （岩原スキー場そば） | 湯沢町の一部   |
| 浦佐                    | 10W        | 南魚沼市浦佐 （大和公民館）     | 南魚沼市の一部 |
| 浅貝中                  | 5W         | 湯沢町三国                      | 湯沢町の一部   |
| 二居                    | 5W         | 湯沢町三国                      | 湯沢町の一部   |
| 三俣                    | 5W         | 湯沢町三俣                      | 湯沢町の一部   |
| 神立                    | 3W         | 湯沢町神立 （湯沢町役場）       | 湯沢町の一部   |
| 周波数は、すべて76.2MHz |            |                                 |                |

可聴エリアは、湯沢町・南魚沼市と十日町市・津南町・魚沼市の各一部と称している。
インターネット配信はJCBAインターネットサイマルラジオによる。
24時間放送で、自社制作番組以外はミュージックバードを放送する。
スキー場などの観光地をエリアに持つため、毎年夏と冬には特設スタジオからの観光情報番組を放送する。首都圏を中心とした各地のコミュニティ放送局にも配信されている。これまでPHSや電話会議システム、インターネット回線などを用いた生放送した年と録音番組として配信した年がある。
- 「こちら雪国ふれあい放送局」（主に1月から2月に湯沢町のNASPAスキーガーデンから放送、2000年（平成12年）開始）
- 「こちら湯沢雲の上の放送局」（主に7月から8月に湯沢町の湯沢高原アルプの里から放送）

南魚沼市、湯沢町とは災害時の放送に関する協定を締結

している。

## 沿革
- 1997年（平成9年）10月1日 - 株式会社エフエム雪国設立[10]。
- 1998年（平成10年）
  - 1月22日 - 放送局の免許取得[13]。
  - 2月1日 - 開局[13]。
- 1999年（平成11年）‐ 第36回ギャラクシー賞奨励賞（湯沢・塩沢石打スノボーパラダイス「雪の達人養成ラジオ」）を受賞[14]。
- 2001年（平成13年）4月20日 - 湯沢中継局の免許取得。設置場所は土樽のヴィクトリアタワー湯沢、空中線電力は2W[5]。
- 2002年（平成14年）- 第39回ギャラクシー賞ラジオ部門選奨（モーニングコール「平和へのモーニングコール」）を受賞[15]。
- 2004年（平成16年）
  - 10月23日 - 新潟県中越地震発生。
    - 当時コミュニティ放送局のなかった十日町市で、当社は臨時災害放送局「十日町市災害FM局」の設置を支援。後のエフエムとおかまち設立につながる。

  - 11月1日 - 六日町と大和町が合併し南魚沼市制施行。
- 2005年（平成17年）
  - 第42回ギャラクシー賞特別賞（コミュニティFMによる新潟県中越地震の一連の報道活動に対して）を受賞[16]。
  - 2004年度放送ウーマン賞の日本女性放送者懇談会35周年特別賞を受賞[17]。
  - 10月1日 - 南魚沼市が塩沢町を編入。放送対象地域は南魚沼市と湯沢町の一部地域となる[18]。
- 2007年（平成19年）11月1日 - 南魚沼市と「災害時等の放送に関する協定」を締結[11]。
- 2013年（平成25年）
  - 4月15日 - 浦佐中継局の予備免許取得[6]。
  - 10月1日 - 浦佐中継局の免許取得[19]。
- 2015年（平成27年）
  - 6月30日 - 浅貝中継局の予備免許取得[7]。
  - 11月4日 - 浅貝中継局の免許取得[20]。
- 2016年（平成28年）
  - 4月11日 - 新潟総合テレビがゆきぐに魚沼支社をエフエム雪国内に開設。支社長は長谷川晴彦[21][22]。
  - 5月27日 - 二居中継局の予備免許取得[8]。
  - 6月28日 - JCBAインターネットサイマルラジオによるインターネット配信を開始。
  - 9月27日 - 二居中継局の免許取得[20]。
- 2017年（平成29年）
  - 7月12日 - 三俣中継局の予備免許取得[9]。
  - 9月29日 - 三俣中継局の免許取得[20]。
- 2019年（令和元年）10月 - 週刊の地域紙『雪国新聞』を創刊[23]。
- 2020年（令和2年）
  - 2月6日 - 湯沢町と「災害情報等の放送に関する協定」を締結[12]。
  - 11月10日 - 神立中継局の免許取得[24]および湯沢中継局の設置場所移転[25]。

## 番組
2025年6月現在。
- MORNING VOICE（生放送）　月曜日　- 金曜日　7:00 - 10:30
- ミセス★ダイナマイト（生放送）　月曜日 - 金曜日 11:00 - 14:00
- 南魚沼市・湯沢町 議会放送　（平日 14:00 - 16:00、不定期放送）
- YOU GOTTA FLASH（生放送）　月曜日　- 金曜日　16:00 - 19:00
- ファジータイム　水曜（火曜深夜）　0:00 - 1:00
- My favorite Songs木曜（金曜深夜） 0:00 - 1:00

## ダンダン
当局のマスコットキャラクター。開局当時、四町を放送対象地域とするコミュニティ放送局は全国初で、広い地域をカバーするために、雪山をオオカミの遠吠えのように声が届くようにとの願いを込めて、ホワイトウルフに決定した。南魚沼市出身の2月1日生まれ、趣味は食べる・踊る・歌う。

## 防災ラジオ
2018年（平成30年）より、湯沢町は防災ラジオ（緊急告知FMラジオ）を市内の世帯主や法人に無償貸与している。定期試験は毎月1日と15日の11時55分から。エフエム雪国専用機で、他の放送局を聞くことはできない。
2020年（令和2年）より、南魚沼市も同様の防災ラジオを市内の世帯主や法人に販売、民生委員・児童委員などに無償貸与する。定期試験は毎月1日と15日の11時53分から。販売はエフエム雪国で行う。